# 新運路

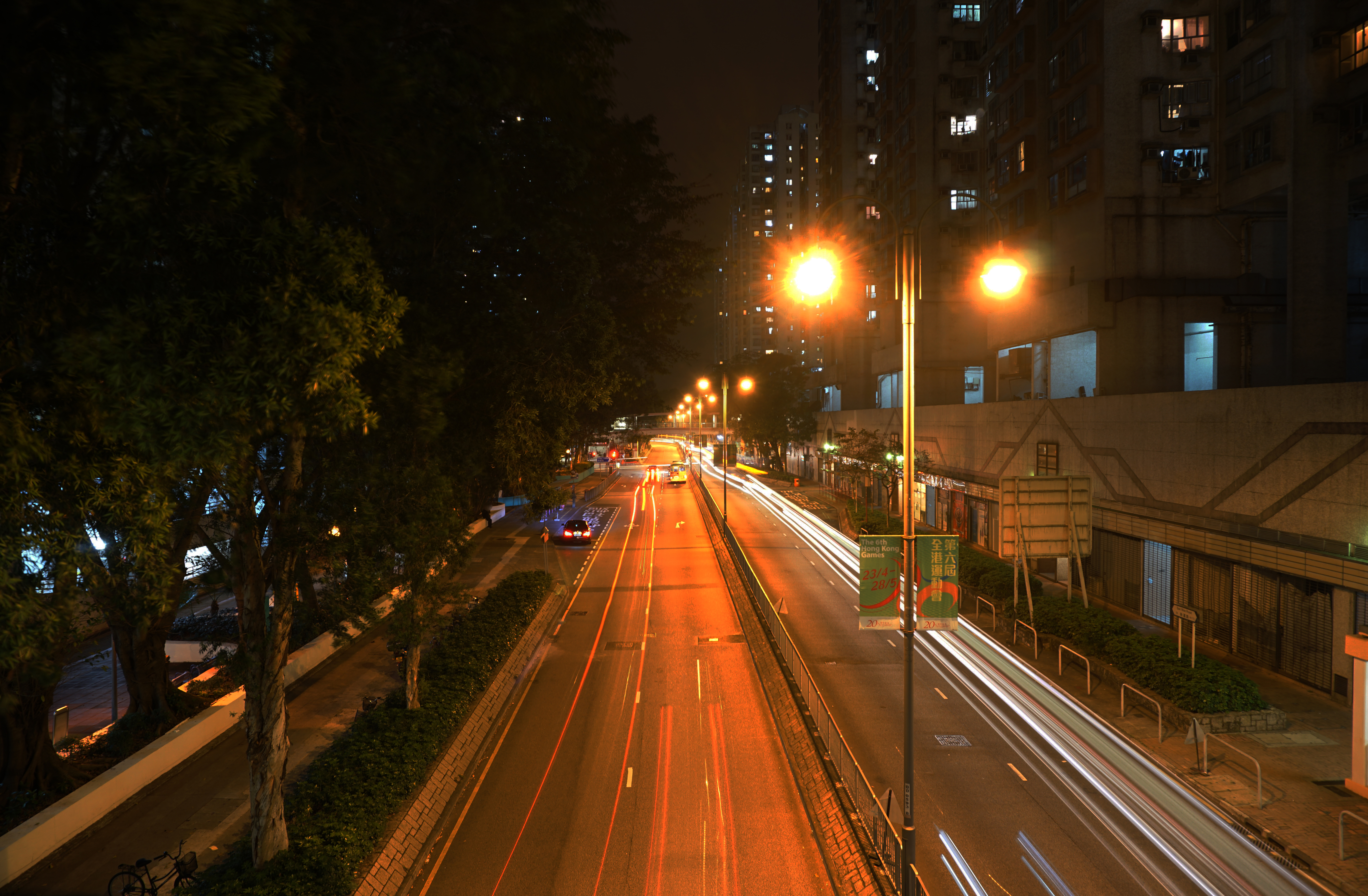
新運路近粉嶺名都

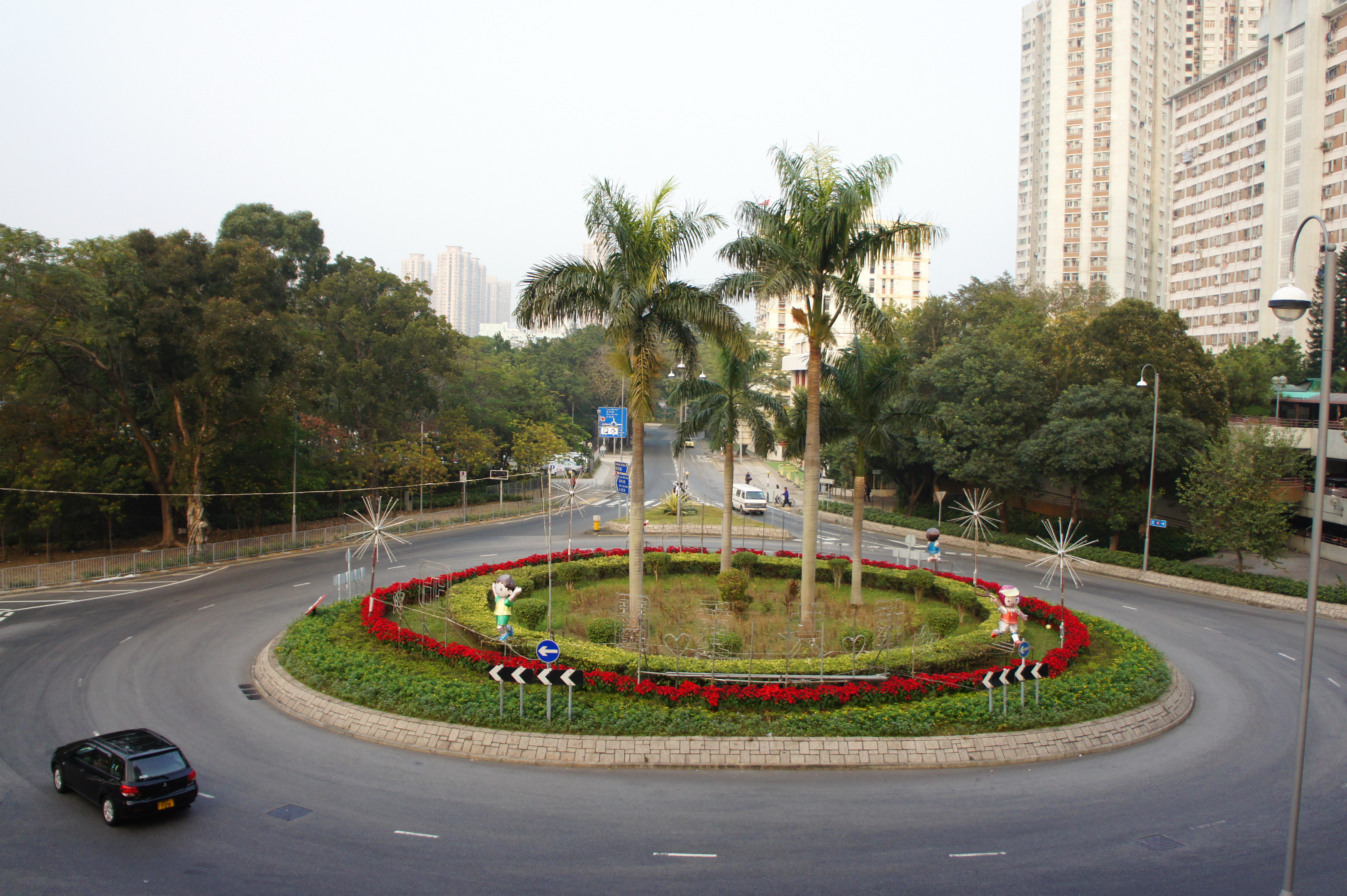
新運路與沙頭角公路（龍躍頭段）迴旋處

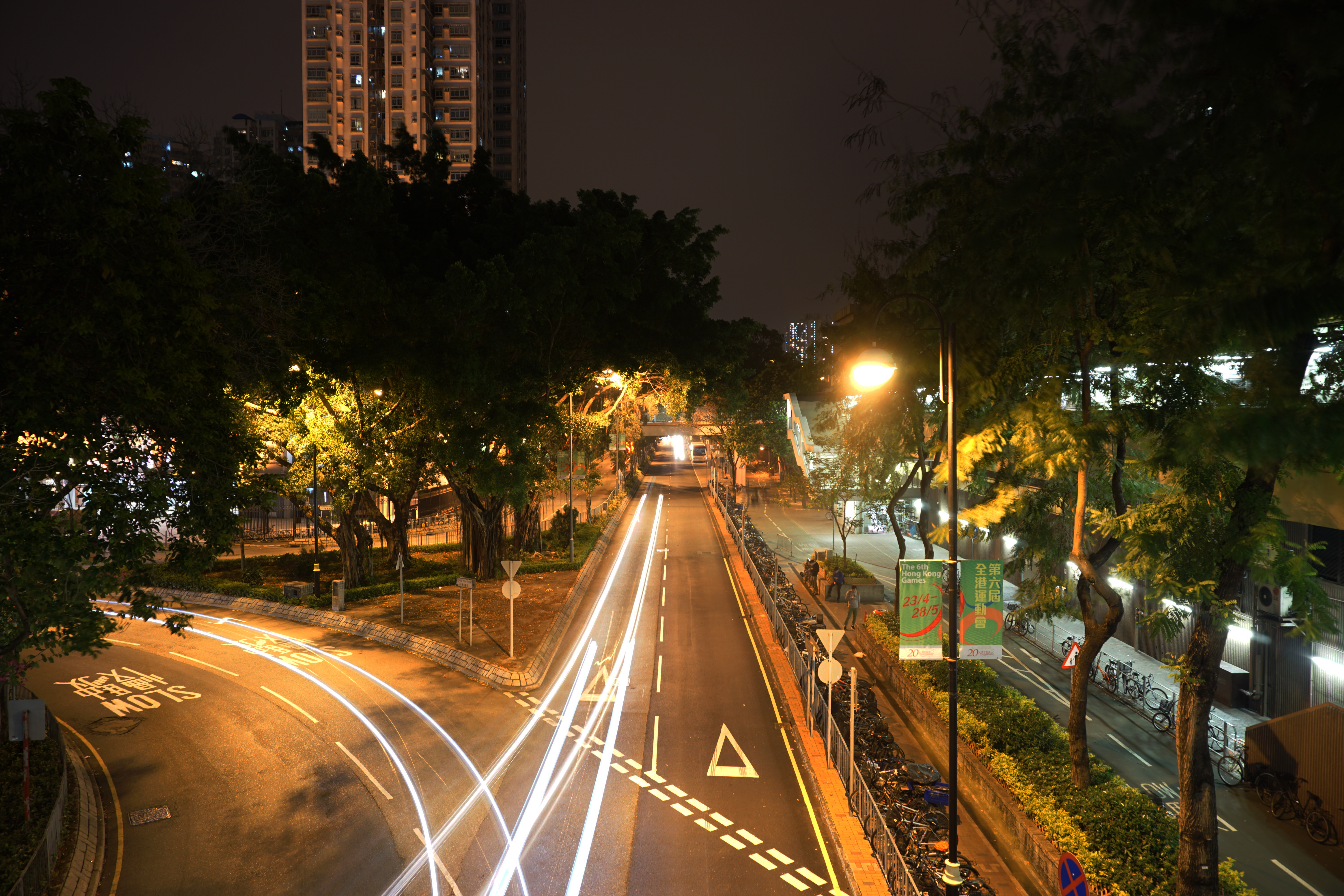
新運路近上水站

新運路（英語：San Wan Road）是香港新界北區的一條道路，全長約3.3公里，由粉嶺樂業路與馬會道交界起向西北方延伸，至上水石上河畔近石湖墟污水處理廠為止，大致與港鐵東鐵綫平行。

## 歷史
新運路與北區新市鎮的發展有著密切關係。1980年代中，粉嶺黃崗山西北面的土地發展為住宅區，最先落成的是公營房屋祥華邨，道路圍繞屋邨而建，當中包括當時稱為雙魚路的新運路，以及稱為「大埔公路（粉嶺段）」的馬會道、以及沙頭角公路；而介乎現時沙頭角公路與掃管埔路之間一段新運路，落成初期也稱為「大埔公路（粉嶺段）」，直至介乎掃管埔路與新豐路一段也落成通車，以上所述之路段才統一稱為新運路；這段時期的新運路，正好將北區新市鎮的粉嶺市中心和上水市中心連貫在一起，連同介乎新豐路與石上河之間的最後一段在1990年代初通車，令新運路在市鎮發展上更顯其重要性。

## 特色
隨著北區新市鎮中部的發展接近尾聲，且保留為數不少鄉村，新運路沿線融合了高樓大廈、小村落和各樣社區設施，交通方便程度可說是整個北區之冠，有引路連接快速公路之餘，亦有兩個電氣化火車站，不論往返九龍、新界或內地，也可以迅即到達。因為北區本身鄰近深圳市，每日均有不少「走私客」聚集在新運路接近火車站的位置，意圖靠運送和販賣「水貨」圖利，不論政府部門還是鐵路公司，也會派出職員在車站內外加強維持社會安寧。

## 交匯道路及其發展
- 馬會道
- 祥華邨屋邨通道
- 粉嶺車站路
- 沙頭角公路
- 璧峰路
- 粉嶺圍鄉村通道
- 掃管埔路
- 智昌路
- 龍運街
- 龍琛路
- 新豐路
- 新運里
- 卓運街
- 新寶街

馬會道至沙頭角公路一段，被發展為住宅區，是粉嶺的市中心。
沙頭角公路至璧峰路一段，被發展為社區設施用途。
璧峰路至智昌路一段，部份村落被保留，同時亦有休憩用地。
智昌路至新豐路一段，被發展為住宅區和商業區，是上水的市中心。
新豐路至新寶街一段，被發展為工業區，同時亦有廢物處理設施。

## 新運路花園
新運路和智昌路交界處，設一個西式風格小花園「新運路花園」，除提供基本休憩用長椅外，亦設有長者健體器材。
由於新運路花園位處上水中心的背面，商場不設正式出口通往新運路花園，而新運路亦剛好位處上水花園和北區公園之間，這兩個公園不論規模、設施還是地理位置都比新運路花園更優越，故新運路花園自落成以來人流一直遜於區內其他公園，亦因如此新運路花園雖位處上水核心地段，但仍能保持寧靜的氛圍。

## 沿線建築物
- 粉嶺康樂公園
- 祥華邨
- 粉嶺中心
- 粉嶺名都
- 粉嶺遊樂場
- 粉嶺泳池
- 北區政府合署
- 粉嶺圍
- 北區公園
- 掃管埔村
- 上水中心
- 北區大會堂
- 上水廣場
- 港鐵上水站
- 九巴 - 上水車廠
- 石湖墟污水處理廠